# Pholiota pseudofascicularis
Pholiota pseudofascicularis är en svampart som beskrevs av Speg. 1898. Pholiota pseudofascicularis ingår i släktet tofsskivlingar och familjen Strophariaceae.   Inga underarter finns listade i Catalogue of Life.